# Vegavis
Vegavis iaai – gatunek wymarłego ptaka, żyjącego pod koniec kredy (około 65 milionów lat temu) na obszarze obecnej Antarktydy. Należał do rzędu blaszkodziobych; spośród współczesnych ptaków, z  Vegavis  najbliżej spokrewnione są kaczki i gęsi (kaczkowate). Nie jest jednak uważany za ich bezpośredniego przodka.
Odkrycie zwierzęcia zostało okrzyknięte pierwszym dowodem na to, że najbliżsi krewni współczesnych ptaków żyli równolegle z dinozaurami, niebędącymi ptakami.
Skamieniałości Vegavis (MLP 93-I-3-1) zostały znalezione w roku 1992 w formacji Cape Lamb na terenie wyspy Vega, znajdującej się w pobliżu Antarktydy. Jednakże został on opisany jako nowy gatunek w 2005, ponieważ na szczątki składały się bardzo delikatne pozostałości ptaka osadzone w konkrecji, która musiała być drobiazgowo przygotowana, zanim dokładnie przebadano jej zawartość. W celu uzyskania wyraźniejszego obrazu struktury kości, bez narażania ich na uszkodzenia, użyto tomografu komputerowego.